# Viborg Station
Viborg Station (også Viborg Banegård) er en dansk jernbanestation, som er beliggende centralt i byen Viborg i Midtjylland.
Stationen ligger på jernbanestrækningen Aarhus-Langå-Struer. Den første station i byen blev opført i 1863, da etapen fra Langå til Viborg af Langå-Struer-banen blev indviet. Den nuværende stationsbygning er fra 1896. Omkring stationen finder der i disse år en byudvikling sted, hvorved dele af skinneterrænet og et tidligere industriområde omdannes til den nye bydel Viborg Baneby.

## Historie
Efter anlæggelsen af den danske Helstats første jernbaner i Slesvig-Holsten i 1840'erne og 1850'erne kom jernbanerne i 1860'erne til Jylland nord for Kongeåen. I 1863 nåede jernbanen til Viborg, da anlæggelsen af tværbanen fra Langå blev påbegyndt. Dermed blev Viborg den tredje nørrejyske købstad med en jernbanestation, hvorved indlandsbyen Viborg fik forbindelse med havnebyerne Aarhus og Randers.
Den første station i Viborg lå ved Søndersø ved det nuværende psykiatriske sygehus. Den officielle indvielse fandt sted 20. juli 1863. Det første damplokomotiv var dog ankommet to dage tidligere, 18. maj 1863, idet sporet fra Langå da allerede var færdigt. Stationen var en rebroussementsstation, dvs. at sporet endte blindt, hvorved der ikke var nogen gennemkørsel. Togene skulle derfor ud samme vej, som de kom ind.
I de følgende år blev jernbanenettet fra Viborg udbygget med følgende baner:
- 1863: Langå-Viborg, forlænget til Skive 1864 og til Struer 1865.
- 1893: Viborg-Ålestrup indviet 14. september 1893, en måned senere forbundet med Hobro-Løgstørbanen ved dennes indvielse (lukket for persontrafik 1966 og for godstrafik mellem Viborg og Løgstør 1999).
- 1906: Viborg-Herning (lukket 1971).
- 1927: Viborg-Fårup-(Mariager) (lukket 1965).

Viborgs første station ved Søndersø fungerede i 33 år, indtil 1. december 1896, hvor den blev afløst af den nuværende stationsbygning for enden af Jernbanegade. Ved samme lejlighed ophørte rebrousssementsprincippet, og stationen blev en gennemkørselsstation. Som del af flytningen anlagdes også et større baneterræn med tilhørende bygninger herunder Viborgs rundremise med drejeskive.
Fra 1977 og indtil begyndelsen af 1980’erne var der planer om at nedrive stationsbygningen fra 1896 og opføre et banegårdscenter bestående af jernbanestation, rutebilstation, postekspedition og butikker. Planerne blev dog opgivet, og stationsbygningen blev bevaret. Siden anlagdes i 1995 foran stationsbygningen Banegårdspladsen omkranset af svømmehal og rutebilstation.

## Stationen i dag
I dag har Arriva halvtimesdrift imellem Viborg og Aarhus H og timedrift på resten af strækningen imellem Viborg og Struer. Viborg Station har i dag to perroner og to spor og er derudover sammenbygget med Viborg Rutebilstation, hvorved der er tæt forbindelse mellem bus- og togdriften.

## Viborg Baneby
|  | Fremtidig bygning Denne artikel omhandler en bygning, der er under opførelse. Det er derfor muligt, at indholdet er af spekulativ natur, og ligeledes, at indholdet kan ændre sig markant efterhånden som flere oplysninger bliver tilgængelige. |

Siden sidebanernes nedlæggelse i 1960'erne og 1970'erne og godstrafikkens ophør i 1999 er flere spor på baneterrænet blevet overflødige og er blevet fjernet. Som et resultat igangsatte Viborg Byråd i 2012 et byfornyelsesprojekt under navnet Viborg Baneby. Projektet vil føre til byggeri med uddannelse, arbejdspladser og boliger til 3.500 mennesker på den overflødige del af baneterrænet og i et nærliggende industriområde syd for. Blandt bydelens markante projekter er opførelsen af Midtbyens Gymnasium, der skal rumme HH og HTX-uddannelserne, samt opførelsen af en kombineret Hærvejsplads og Banebro, der skal være korridor for fodgængere og cyklister mellem Viborgs midtby og Banebyens sydlige områder. Dertil kommer anlæggelsen af en Banevej, der skal lede trafikken til og fra Regionshospitalet Viborg. På selve skinnearealet vil der ske en omlægning, så antallet af spor på Viborg Station bliver udvidet fra to til tre.

## Billeder
- Stationsbygningen set fra gangbroen over sporene (2019).
- Arriva's Coradia Lint 41 togsæt på vej ind på Spor 1.
- Langå-Struer-banen. Ved Viborg skete der flere omlægninger i oplandet bl.a. som følge af stationens ændrede beliggenhed i 1896.

## Togruter
Viborg
| Foregående station     |  | Arriva                   |  | Efterfølgende station |
| ---------------------- |  | ------------------------ |  | --------------------- |
| Rødkærsbromod Aarhus H |  | Aarhus - Viborg - Struer |  | Sparkærmod Struer     |